# 浦东新区
浦东新区是中华人民共和国上海市的一个下级单位，范围包括黃浦江以东到长江口之间的区域，西南面与奉贤区、闵行区接壤，西面与徐汇区、黄浦区、虹口区、杨浦区、宝山区等六区隔黄浦江相望，东北面与崇明区隔长江相望，是上海市人口最多的行政区。區人民政府駐花木街道世纪大道2001号。浦東新区常被类比于紐約曼哈頓。
1990年4月18日，中华人民共和国政府作出浦东开发开放的决策，并于1992年10月11日批准以川沙县为主体、以及原黄浦区、原南市区、原上海县、原杨浦区黄浦江以东部分辖区设立浦东新区，并在浦东进行一系列大型开发建设项目。2005年，上海浦东新区获批成为中国首个国家综合配套改革试验区。2009年5月，南汇区并入浦东新区，使得浦东新区成为上海市第二大的行政区。当前，浦东新区是中华人民共和国的综合配套改革试验区和国家级新区，是社会主义现代化建设引领区，也是中国大陆经济产业最发达的地区之一。

## 历史
浦东地区历史上曾为海洋，形成陆地较晚，大约仅两千多年的历史。浦东，因处黄浦江以东而得名。浦东之名最早见于经济组织地名，南宋乾道、淳熙年间（1166－1174年），华亭县设下沙，青村，袁浦，浦东，横浦五个盐场。

### 古代
南北朝时，浦东地区曾隶属于信义郡昆山县。自唐朝天宝年间设立华亭县后，是为华亭和昆山县东境的海滨之地。南宋时期立嘉定县后，浦东分属华亭（縣治位於现上海松江区）、嘉定（现上海嘉定区）二县。元至元二十九年（1292年），华亭县东北部分立上海县，分属上海、嘉定二县。明朝弘治年間，浦東已出現三林、八團、清浦三個鎮和北蔡、東溝、高行三個市。清雍正三年（1725年），上海县东南部长人乡分离，设立南汇县，县治设在原南汇嘴所城，即惠南镇。嘉定县东境地区分离，设立宝山县，此时浦东地界分属上海、南汇和宝山三县管辖。嘉庆十五年（1810年）由上海、南汇两县析设川沙抚民厅。

### 近现代

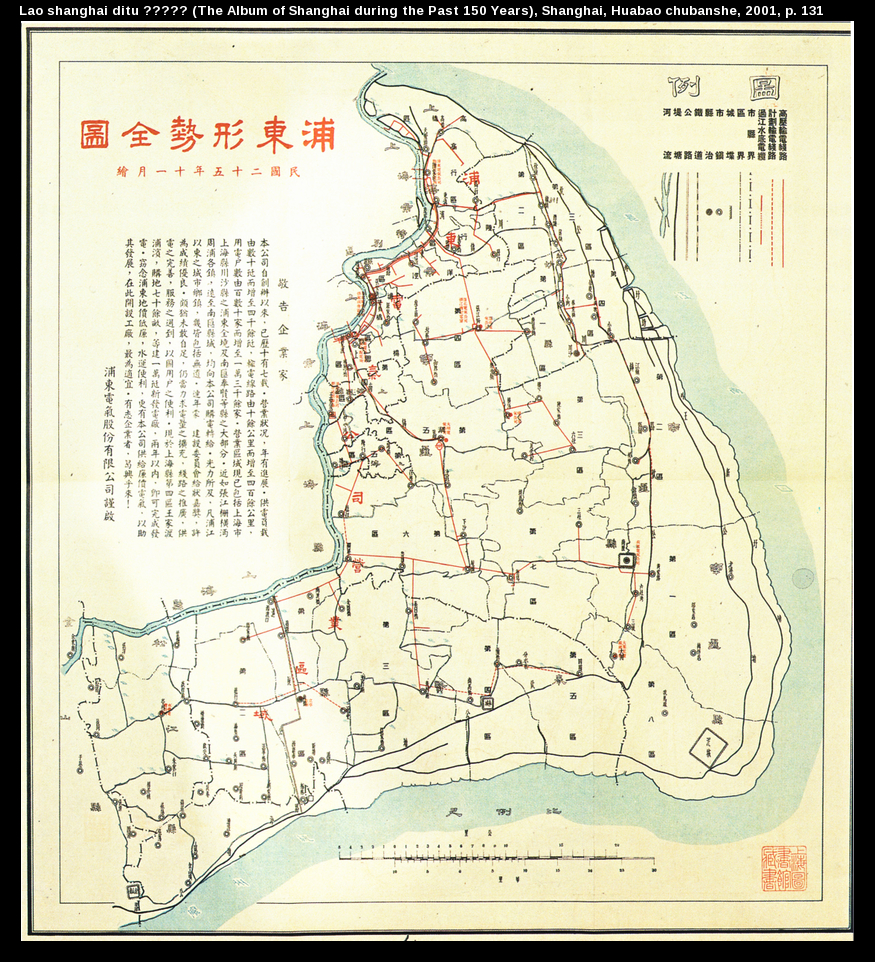
1936年的浦东形势图，红色线为供电线路。当时浦东有许多乡镇还没有电力

中华民国成立时，改厅为川沙县，和南汇县一起属于江苏省。民国16年（1927年）成立上海特别市后，南起杨思、北至高桥的沿黄浦江地区划归上海特别市。
1937年抗日战争爆发，同年11月，中国在淞沪会战中失利，长三角地区被日本占领。战争期间，浦东地区多次遭受日军轰炸和袭击，许多设施被摧毁，一些居民被迫流往他处。在接下来的几年里，浦东被汪精卫政权和日本所控制，然而，中国共产党领导的抗日游击队也在此地区活动，并控制了一些乡镇。
1949年5月，中国人民解放军占领上海及周边地区。在那时，所谓“浦东”并非地图上的名词，而是泛指以川沙县为主、同时包含南汇县、以及奉贤县东部和其他区县在黄浦江东岸的地区。1950年，南汇县北部地区有29个乡被划入川沙县，此时的浦东地界为上海的三个区杨思、洋泾、高桥和江苏省上海县、川沙县、南汇县所管。1952年，从杨思、洋泾区划出沿江一带设东昌区。1956年杨思、洋泾、高桥3区合并成东郊区。1958年东郊、东昌2区合并成立浦东县；同年，上海市扩大，南汇县和川沙县均被划归上海市。这时的“浦东地界”是属于上海市的浦东、川沙、上海、南汇四个县。1961年，浦东县撤销建制，其农村地区划归川沙县，并将沿黄浦江边的高庙地区划归杨浦区。1984年，再将沿黄浦江的塘桥、陆家嘴、洋泾一带划归黄浦区，把周家渡至杨思等沿江地区划归南市区。此时，浦东除沿江地区由上海市的南市、黄浦、杨浦等三区管辖外，其他地区仍隶属川沙县、上海县（于1992年与闵行区合并）、南汇县。
中华人民共和国成立之后至1990年之前，浦东在全国就已经属于经济发达地区，并经历了中华人民共和国成立初期和1980年代两次快速发展，形成了船舶修造、石油化工、冶金、建材、机电、仪表、纺织等支柱产业。到1980年代，现今浦东主要的组成区域之一川沙县逐步形成了农业为基础、工业为主体、第三产业相适应、既依托城市、又为城市服务的城郊型经济新格局，并开始由内向型的产品经济向外向型的商品经济转变，其中财政收入排名上海市郊县第一位，中国大陆县级市第二位，人均存款418.33元，居上海市郊十县之首，人民生活水平亦早在1990年代之前获得了现代化。
然而，当时的浦东地区与上海开埠后得益于租界迅速发展的“浦西”相比仍有很大的差距。由于黄浦江将两岸交通阻隔，浦东长期只能依靠摆渡船与浦西往来，交通十分不便。在1990年，浦东经济占上海的比重仅为8%。部分上海人对浦东有隔阂感。在當時流传有“宁要浦西一张床，不要浦东一间房”的说法。
原来浦东沿黄浦江一带比较繁华，渡口和街区都有上百年的历史，主要以当地大户人家命名。浦东新区自1992年成立后的发展，使老浦东的历史街区名字很快的消失或改为街道。
- 其昌栈（今：东方路（原名文登路）1号）
- 浦东公园（今：东方明珠广播电视塔）
- 汽车五场（今：近东方医院、上海证券交易所）
- 原浦东工人文化宫（今：陆家嘴绿地）
- 烂泥渡（路）（今：汤臣一品附近）
- 庄家桥（今：上海轨道交通2号线东昌路站附近）
- 王家宅（今：浦电路浦东南路）
- 老白渡（今：潍坊路浦东南路）
- 张家浜
- 杨家渡（今：张杨路浦东南路）
- 塘桥
- 南码头
- 周家渡
- 白莲泾

### 开发开放

浦东开发开放后浦东新区面貌发生大变化，图为2017年的陆家嘴天际线

大约从1920年代开始，上海成为了亚洲最大的城市，同时也是中国最重要的工商业中心 ，是中国大陆地区最重要的工商业、金融、文化、娱乐、航运、贸易、经济、舆论中心。1949年中华人民共和国成立以后，上海对于中国各地的建设进行了空前的人力物力支援，先后有超过百万青年大小三线支援全国，给全国提供的技术、外迁的资源、学校、医院、工厂、企业不计其数 。此外，上海还给中华人民共和国上缴了大量的税收。1953年～1979年上海对于中央的财政净流出达到了1811.73亿元，在全国个省级别地区遥遥领先。第二名辽宁省，净流出则是750亿，第三名天津为400亿。1981～1991年，上海对于中央财政净流出依旧遥遥领先，达到了821.64亿元。同年，第二名辽宁、第三名江苏、第四名浙江对于国家的财政净流入分别为285.7亿，231.31亿和209.83亿元。同时期，包括广东在内的19个省份的财政是从中央净流入状态。在上海对全国透支的人力物力财力支援过程中，逐渐老化。
1980年10月1日，解放日报头版头条发布了《十个第一和五个倒数第一说明了什么？》 一文，文中指出了上海对于中华人民共和国连续30多年来的巨大贡献，比如：上海出口总产值占全国四分之一强，其中本市产品占60%，创汇之多，居全国第一位；上海财政收入占全国总收入的六分之一，上缴国家税利占中央财政支出三分之一，上缴之多，居全国第一位；然而在上海发力支援全国的过程中，上海本身的发展出现了巨大问题。城市在逐渐老化，而因为财政几乎全部上缴中央（近几年来，几乎是一年上交一个上海），城市基础建设长期欠账，上海已经陷入了重大危机。一文激起千层浪，由此，上海改革，上海开放的呼声开始响起。
1984年9月，国务院改造振兴上海调研组就和上海市政府联合制订了《关于上海经济发展战略的汇报提纲》，首次提出开发浦东问题。1985年，上海市政府制订了《上海市城市总体规划方案》，把“浦东开发”列入其中。1987年8月，上海市规划局编制完成《浦东新区规划纲要》初步方案。
而在当时，上海正面临着经济的困境。上海长期为中华人民共和国最大的工业基地，至改革开放前，工业总产值一直占全国三成左右。但是1980年代起，上海作为中国大陆经济中心的地位不断受到南方新兴经济特区挑战，经济发展缓慢，地区生产总值占全国的份额从1978年的7.48%降为1990年的4.19%。而在1989年六四事件后，国际社会对中华人民共和国是否能够继续改革开放表达质疑。为此，中华人民共和国改革开放的总设计师邓小平表示：“现在国际上担心我们会收，我们就要做几件事情，表明我们改革开放的政策不变，而且要进一步地改革开放”。1991年邓小平视察上海时，又发言指出：“开发浦东，这个影响就大了，不只是浦东的问题，是关系上海发展的问题，是利用上海这个基地发展长江三角洲和长江流域的问题”、“抓紧浦东开发，不要动摇，一直到建成”、“希望上海人民思想更解放一点，胆子更大一点，步子更快一点。”，为浦东开发开放表示支持。
1990年4月18日，时任国务院总理李鹏宣布，中共中央、国务院同意上海市加快浦东地区的开发，在浦东实行经济技术开发区和某些经济特区的政策。1990年5月3日，上海市人民政府浦东开发办公室和浦东开发规划设计研究院在浦东大道141号挂牌。1990年5月4日，中共上海市委、市政府正式向中共中央、国务院上报《关于开发浦东、开放浦东的请示》，并于6月2日获批。邓小平也非常支持浦东开发。1991年年初他在上海过春节时，曾谈到浦东开发问题，他说：“上海人聪明、素质好，如果当时就确定在上海设经济特区，现在就不是这个样子。十四个沿海开放城市有上海，但都是一般化的。浦东如果像深圳经济特区那样，早几年开发就好了。”同年，时任中共上海市委书记朱镕基提出“开发浦东，振兴上海，服务全国，面向世界”的16字方针。1992年10月11日，国务院（国函〔1992〕145号）批复设立上海市浦东新区，撤销原川沙县。浦东新区的行政区域包括原川沙县、上海县的三林乡、黄浦区的黄浦江以东部分（陆家嘴路街道、崂山西路街道、张家浜街道、潍坊新村街道、罗山新村街道、梅园新村街道、洋泾镇），南市区的黄浦江以东部分（周家渡街道、塘桥街道、南码头街道、上钢新村街道及杨思镇），以及杨浦区的黄浦江以南部分（歇浦路街道）。1993年1月1日，中共上海市浦东新区工作委员会和上海市浦东新区管理委员会在浦东大道141号2号楼正式挂牌成立，同時浦东开发办公室撤銷。浦东新区管理委员会是上海市政府的派出机构，基本职能是统一管理浦东开发开放工作，履行地方国家行政机关的管理职能，贯彻执行国家和中共上海市委、市政府制定的有关浦东新区建设方针、政策。
中国大陸政府在浦东开发开放初期给予了浦东新区许多优惠政策，使其能够更好更快地发展。例如：允许外资在浦东新区投资第三产业，发展金融、零售业（在当时的中国其它地区，政策禁止外资从事金融和零售贸易）、允许外商设立外资银行、允许外资机构从事仓储贸易、鼓励外商签订土地合同、优化对财政收入的利用等。同时，为了鼓励企业在浦东新区投资落户，政府还颁布了减免税赋的措施。在随后的几年内，政府又追加了在行政审批、股票债券、进出口审计等方面的优惠措施，使得浦东新区享有的部分优惠政策甚至超过深圳。
浦东新区的各项工程建设也大张旗鼓地进行：1991年11月19日，连接浦东和浦西的南浦大桥建成，并于12月1日正式通车，是上海第一座双塔双索斜拉桥，结束了浦东不通桥的历史；1992年3月9日，外高桥保税区投入营运；1993年10月30日，外高桥港正式开港；1995年5月1日，468米高的东方明珠广播电视塔正式开播；1995年9月25日，张江高科技园区第一个投产的项目开始运行；1999年8月28日，当时的中国第一高楼，420米高的金茂大厦开业迎客；1999年9月16日，上海浦东国际机场一期工程竣工通航。
2000年6月21日，中共浦东新区委员会及常委会成立，中共浦东新区工作委员会不再行使职能。2000年8月6日，浦东新区人民政府正式成立，浦东新区管理委员会不再行使职能。这意味着浦东新区的发展步上了一个新的台阶。从陆家嘴到川沙，高楼拔地而起，旧城改造也如火如荼地进行。2005年6月，中华人民共和国国务院办公会议批准浦东新区为综合配套改革试验区，使得浦东新区的身份不仅只是经济层面的特区，更是中华人民共和国社会深层改革的一个试点先锋。2009年4月24日，国务院批复同意撤销南汇区，将南汇区行政区域整体并入浦东新区，为浦东新区再次增添了大量可供开发的土地。2010年上海世界博览会的主场区设在浦东，更推动了周边地区的跨越式发展。而经过20多年的发展，浦东新区的经济和文化地位都得到了大幅的提高，并担当起了推动上海经济、文化转型的重任。
另一方面从2007年至2012年，国家的政策中心放到了天津。上海经济发展速度逐渐减缓，经济成长从两位数一直跌至全国倒数第一，且许多发展优势也趋于减弱，与此同时浦东的改革发展也受到不利影响，经济虽仍以每年10%左右的速度增长，但较以前有所放慢，多项经济指标也被另一个国家级新区——天津滨海新区超过。然而，浦东新区仍有一些经济指标优于滨海新区，尤其是第三产业结构和高端服务业。2013年7月，中国国务院通过了《中国（上海）自由贸易试验区总体方案》，浦东经济将再次获得良好的发展机会。
2021年6月7日，全国人大常委会拟授权上海市人大及其常委会制定浦东新区法规。
2024年1月，国务院办公厅印发了《浦东新区综合改革试点实施方案（2023－2027年）》。

## 地理
浦东新区位于上海市陆地部分最东处，由于地处黄浦江东岸，“浦东”之名即由此而来。西隔黄浦江与浦西上海老城区相望，北部扼黄浦江汇入长江的吴淞口，东临长江口，东南部的南汇嘴地区是上海市陆地最东端；往西与闵行、奉贤陆地接壤，西南与杭州湾相邻。浦东新区有100多公里长的海岸线，其中外高桥临江面海，是天然的深水良港。浦东新区土地资源丰富，仅有五分之一的下辖土地已经完成城市化，农村地区面积约占80%。浦东新区也有丰富的海涂资源，沿海海岸滩地由于长江口淤泥常年堆积，每年可外移扩展数十米，滩涂盛产秧草、芦苇，且为上海提供了天然的新生土地资源，可围涂造地。

### 气候
浦东新区地势普遍低下，平均海拔仅4米。浦东新区地层为长江冲积层。历史上由长江夹带泥沙在具有一定流速的江海波浪、潮汐等相互作用下不断堆积而成。陆地扩展从吴淞口起向东南展开略呈三角形。浦东新区地处北亚热带东亚季风盛行的滨海地带，四季分明，降水充沛，光照较足。一月份是最冷的月份，偶尔气温会降至冰点以下；七月份是最热的月份，偶尔会达到40摄氏度。全年降水多集中在春夏时节，其中六月份常为梅雨季，空气潮湿闷热。和江南其它地区一样，浦东新区的降水以降雨为主，即使在最冷月也不常下雪。
| 浦东新区2012年气温 | 浦东新区2012年气温 | 浦东新区2012年气温 | 浦东新区2012年气温 | 浦东新区2012年气温 | 浦东新区2012年气温 | 浦东新区2012年气温 | 浦东新区2012年气温 | 浦东新区2012年气温 | 浦东新区2012年气温 | 浦东新区2012年气温 | 浦东新区2012年气温 | 浦东新区2012年气温 | 浦东新区2012年气温 |
| 月份               | 1月                | 2月                | 3月                | 4月                | 5月                | 6月                | 7月                | 8月                | 9月                | 10月               | 11月               | 12月               | 全年               |
| ------------------ | ------------------ | ------------------ | ------------------ | ------------------ | ------------------ | ------------------ | ------------------ | ------------------ | ------------------ | ------------------ | ------------------ | ------------------ | ------------------ |
| 平均高温 °C（°F）  | 7 (45)             | 7 (45)             | 12 (54)            | 20 (68)            | 24 (75)            | 26 (79)            | 33 (91)            | 31 (88)            | 26 (79)            | 23 (73)            | 16 (61)            | 9 (48)             | 20 (68)            |
| 平均低温 °C（°F）  | 2 (36)             | 2 (36)             | 6 (43)             | 12 (54)            | 17 (63)            | 21 (70)            | 26 (79)            | 26 (79)            | 20 (68)            | 16 (61)            | 8 (46)             | 3 (37)             | 13 (55)            |
| 来源：Wunderground |                    |                    |                    |                    |                    |                    |                    |                    |                    |                    |                    |                    |                    |

### 水利

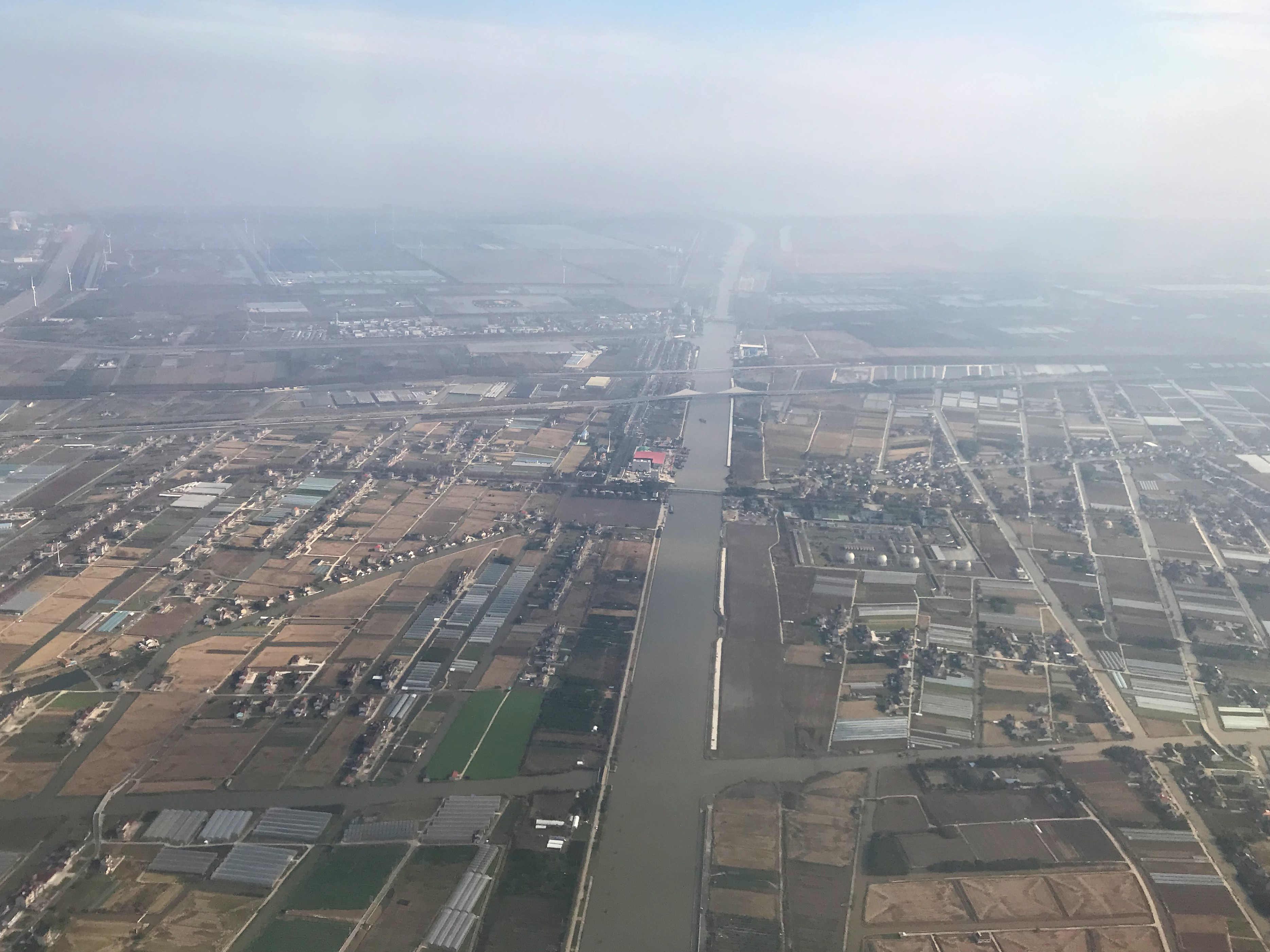
大治河

黄浦江是流经浦东新区境内最宽大的河流，也是上海市境内最大的河流。它是浦东与浦西的界河，东侧是浦东新区，西侧则是浦西其它各区，被称为「上海的母亲河」。黄浦江宽约300-700米，终年不冻，是上海的重要水道。黄浦江市区段水深10米左右，最深处17米左右，曾是上海航运业的核心水道，有著名的十六铺码头。现今浦东新区核心的陆家嘴金融贸易区，以及塘桥、南码头、洋泾、金杨等传统居民区均是沿着黄浦江而建。从二十世纪起，黄浦江这条黄金水道不可替代地承担着上海城市工业发展的支持功能，引领上海确立了在中国经济发展史上重要的历史地位。
浦东新区还有不少中小型水道。川杨河是位于上海市的一条人工河。其东出三甲港水闸入长江口，西经杨思港水闸通黄浦江，全长28.77公里，河宽70米。川杨河沟通了浦东境内被钦公塘所分隔的两大水系，并使周边35万亩农田受益。同时也成为了重要的水上运输通道。浦东运河与赵家沟、张家浜、川杨河、江镇河4条东西向干河相交接，增强了川沙县排蓄水能力和航运能力。此外，还有大治河、张家浜、白莲泾、三八河等用于灌溉、景观的小型河流。浦东新区境内的主要湖泊多为人造或人工扩建。滴水湖位于南汇东南部，是浦东新区规模最大的湖泊，也是一个人工湖泊。它紧邻海滨，夏天酷暑难耐之时，滴水湖附近的气温有时却可以比上海市中心低十摄氏度，是上海市不可多得的避暑和观景之地。

## 政治与政府
中国共产党上海市浦东新区委员会是浦东新区的中国共产党地方委员会，领导该区的全面工作，现任区委书记为李政；浦东新区人民政府是浦东新区的最高地方行政机构，领导该区的行政管理工作，现任区长为吴金城。
2000年之前，浦东新区为经济管理区，不设人大常委会和政协委员会，直至2000年设立市辖区才得以设置。现任浦东新区人大常委会主任为田春华，区政协主席为姬兆亮。
伴随着上海自贸区的管辖范围扩大，自2015年4月27日起，中国（上海）自由贸易试验区管理委员会与上海市浦东新区人民政府实行合署办公。

## 行政区划

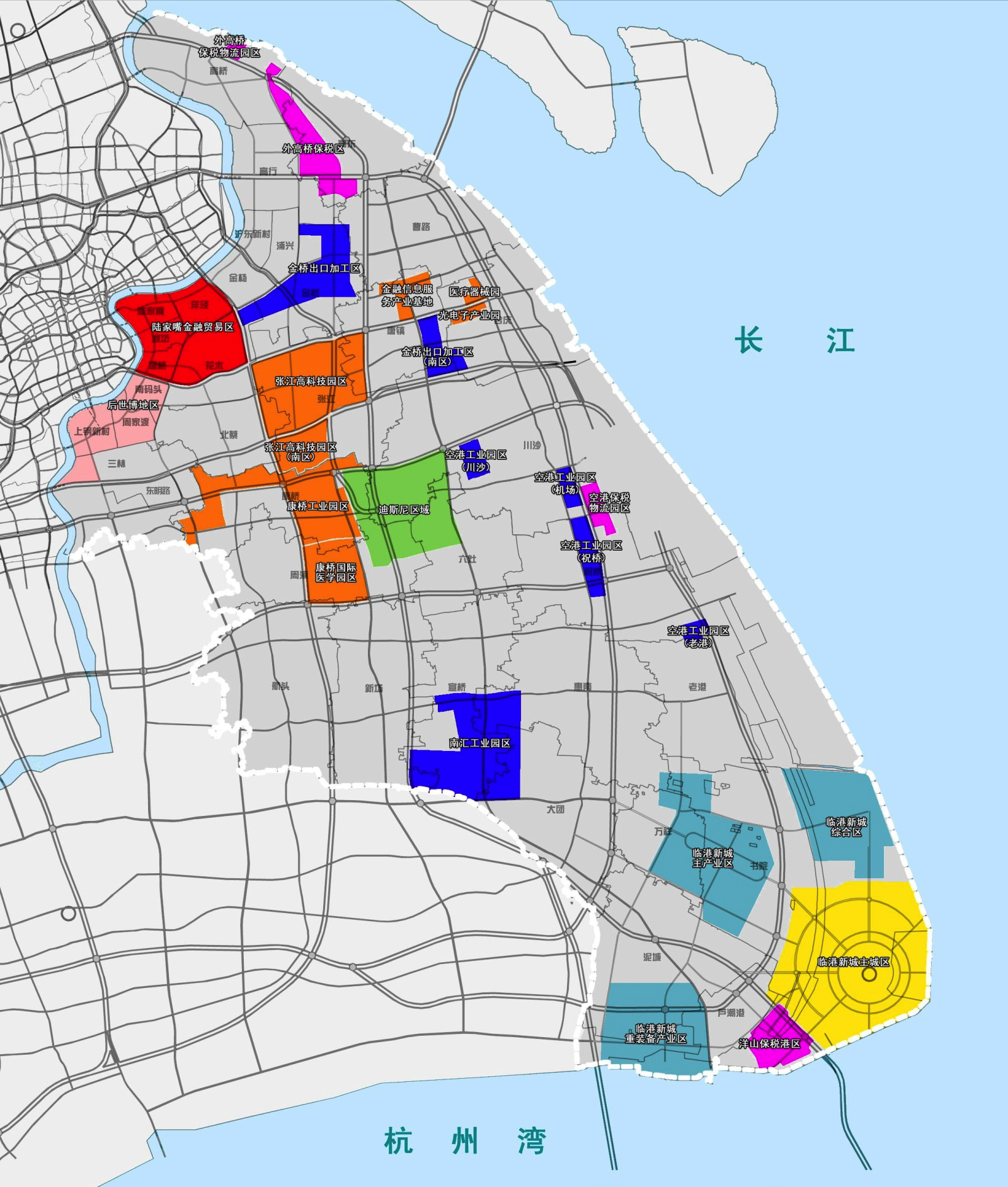
这幅地图显示了浦东新区目前各个镇（或街道）、以及和各个开发区、重点发展区的位置

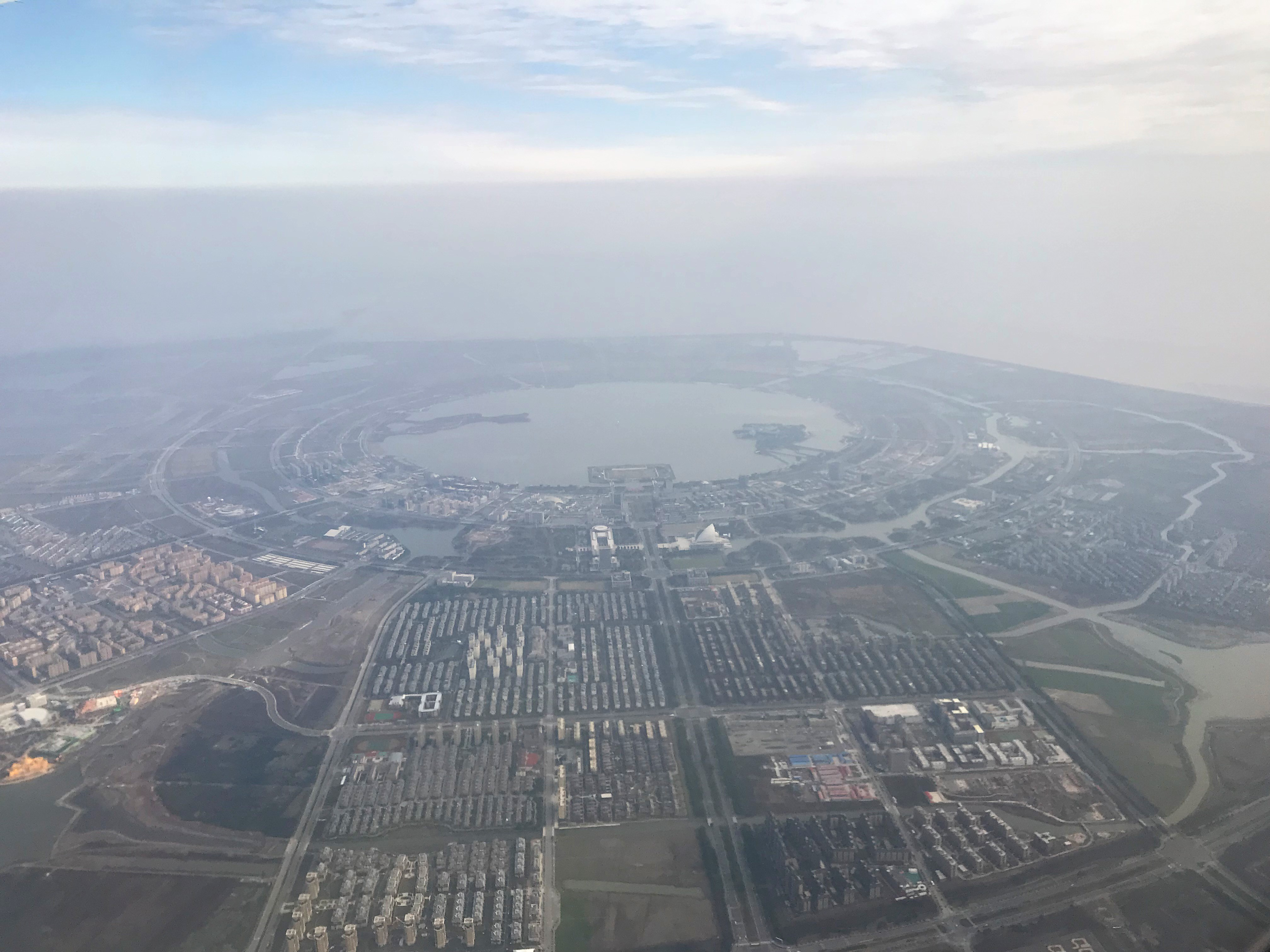
南汇新城与滴水湖

### 沿革
1993年1月1日，析黄浦区一部（陆家嘴路街道、潍坊新村街道、崂山西路街道、张家浜街道、梅园新村街道、罗山新村街道、洋泾镇）、南市区一部（塘桥街道、南码头路街道、周家渡街道、上钢新村街道、杨思镇）、杨浦区一部（歇浦路街道）、闵行区一部（三林镇）、川沙县全境（城厢镇、高桥镇、北蔡镇、施湾乡、六团乡、江镇乡、蔡路乡、合庆乡、城镇乡、黄楼乡、孙小桥乡、唐镇乡、王港乡、龚路乡、顾路乡、杨园乡、张桥乡、金桥乡、东沟乡、高东乡、高南乡、高桥乡、凌桥乡、张江乡、花木乡、洋泾乡、严桥乡、六里乡、杨思乡）合设浦东新区。浦东新区下辖11个街道、5个镇、27个乡，共计43个乡级行政区（不含类似乡级单位）。
同年2月，孙小桥乡改名孙桥乡、城厢镇改名川沙镇。
1995年11月9日，进行区划改革：张家浜街道并入陆家嘴路街道；所有乡全部设镇（除杨思乡并入杨思镇、高南乡并入东沟镇）；同时陆家嘴路街道改名陆家嘴街道、江镇乡改名江镇、城镇乡改名东城镇、唐镇乡改名唐镇、高桥乡改名外高桥镇、洋泾乡改名钦洋镇。
同年12月12日，析钦洋镇、金桥镇各一部，设金杨新村街道。
1996年8月15日，洋泾镇设街道。
1997年，东城镇并入川沙镇；析金桥镇、张桥镇各一部，设浦兴路街道。
1998年2月11日，陆家嘴街道、崂山西路街道并入梅园新村街道，罗山新村街道并入金杨新村街道；歇浦路街道改名沪东新村街道。
同年9月7日，外高桥镇并入高桥镇；江镇、施湾镇合设机场镇。
1999年8月25日，析三林镇一部，设东明路街道。浦东新区下辖11个街道、26个镇（不含类似乡级单位）。
2000年3月12日，严桥镇并入花木镇。
同年4月10日，进行区划改革：凌桥镇并入高桥镇、杨园镇并入高东镇、张桥镇并入金桥镇、蔡路镇并入合庆镇、王港镇并入唐镇、杨思镇并入三林镇、黄楼镇和六团镇并入川沙镇；顾路镇和龚路镇合设曹路镇。
同年5月11日，钦洋镇并入花木镇；六里镇以杨高路为界，分别并入南码头路街道和北蔡镇。
同年6月19日，东沟镇改名高行镇。
同年11月14日，孙桥镇并入张江镇。
2005年12月，机场镇并入川沙镇；川沙镇改名川沙新镇。
2006年7月，梅园新村街道改名陆家嘴街道；花木镇设街道。
2009年4月24日，南汇区全境（申港街道、惠南镇、周浦镇、新场镇、大团镇、芦潮港镇、康桥镇、航头镇、六灶镇、祝桥镇、泥城镇、宣桥镇、书院镇、万祥镇、老港镇）并入浦东新区。浦东新区下辖13个街道、25个镇（不含类似乡级单位）。
2011年，六灶镇并入川沙新镇；同时析川沙新镇一部（原机场镇）并入祝桥镇。
2012年，申港街道、芦潮港镇、老港镇一部合设南汇新城镇。
截至2024年，浦东新区下辖12个街道、24个镇、6个类似乡级单位：潍坊新村街道、陆家嘴街道、周家渡街道、塘桥街道、上钢新村街道、南码头路街道、沪东新村街道、金杨新村街道、洋泾街道、浦兴路街道、东明路街道、花木街道、川沙新镇、高桥镇、北蔡镇、合庆镇、唐镇、曹路镇、金桥镇、高行镇、高东镇、张江镇、三林镇、惠南镇、周浦镇、新场镇、大团镇、康桥镇、航头镇、祝桥镇、泥城镇、宣桥镇、书院镇、万祥镇、老港镇、南汇新城镇、芦潮港农场、东海农场、朝阳农场、外高桥保税区、金桥经济技术开发区和张江高科技园区。

### 功能区域
浦东新区在2003年至2010年期间曾经共设立六个功能区域，管辖上述街镇中的11个街道、12个镇以及各开发区。包括：陆家嘴功能区域、张江功能区域、金桥功能区域、川沙功能区域、外高桥功能区域、三林世博功能区域。“功能区域”并不在中国官方行政区划之内，其性质为“政府组成部门”，浦东新区的实际行政体系可以视作“区、功能区、街道/镇”三级管理体制，除三林世博功能区域外，一般都与相应的开发区或新镇合署办公或实施一个机构两块牌子。

## 人口
全區2012年常住人口518.72万人。
根據第七次全国人口普查數據，截至2020年11月1日零時，浦東新區常住人口568.15萬人。

## 经济

### 古代经济
由于浦东处于海边，古代长江口较现代更靠西，因而浦东沿海的海水咸度高于现在，古代依托此有利条件，浦东地区的煮盐业是一个重要产业。浦东的煮盐业开始于五代十国，在宋、元两代达到巅峰，并且是当时政府重要的财政收入，因而也被国家严格控制。从明代之后，由于长江口逐渐向东扩展，浦东地区海水变淡，煮盐业逐渐衰弱，直到清朝中期完全消失。棉纺织业是古代浦东另一项重要的经济产业，其中又以现在三林镇地区所生产棉布的品质最为优良而得到推崇，直到上海开埠之前浦东地区所产的棉布一直在全国获得畅销，高桥地区还是布匹交易的大集市和外销港口，上海开埠后由于受到外国棉布的激烈竞争，浦东的棉布行业逐渐衰退。另外在沿海地区，渔业也是古代浦东地区民众的重要谋生手段之一。

### 现代经济

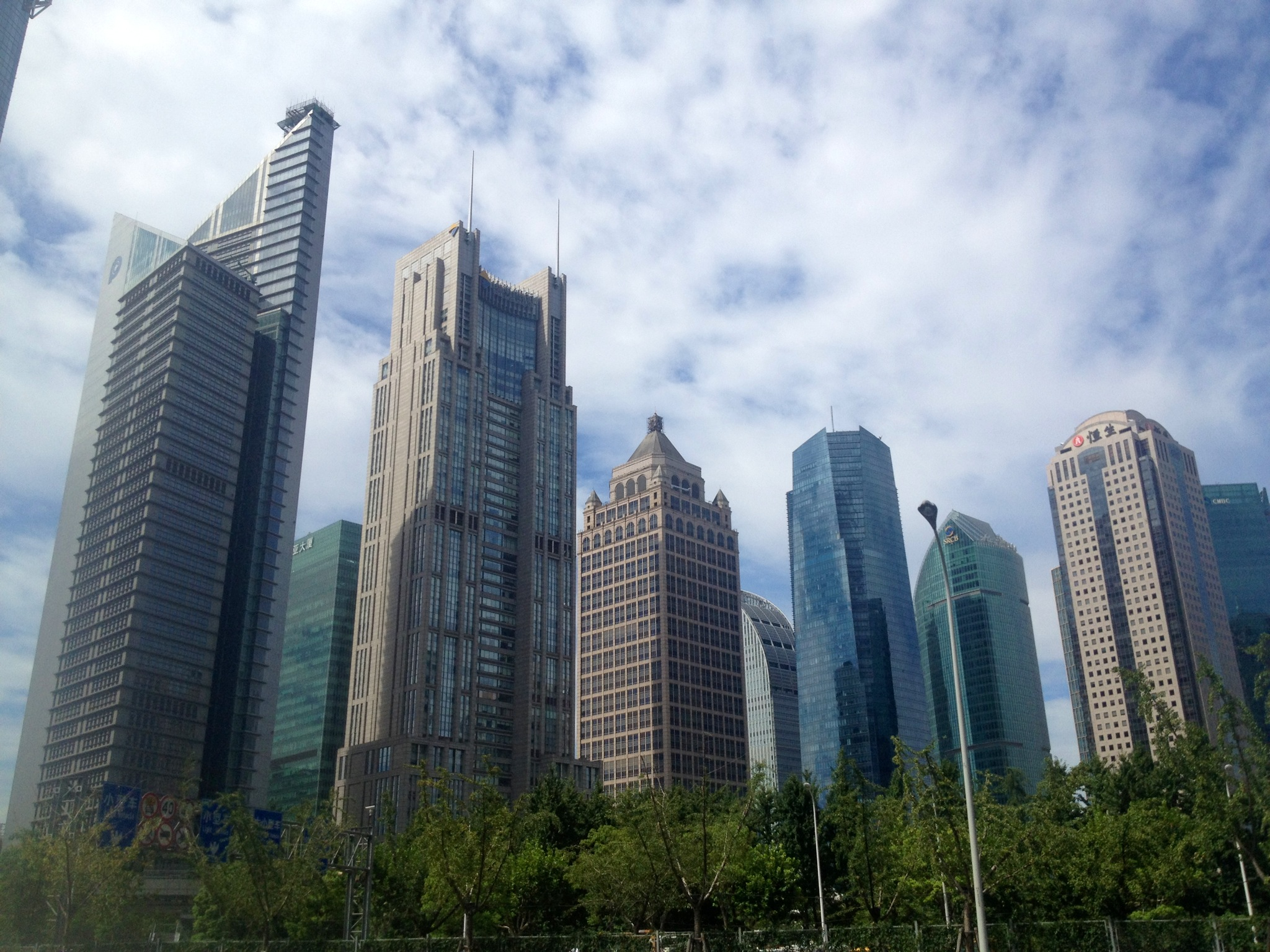
陆家嘴的现代建筑群

自从1990年代中共中央、国务院决定“开发浦东”以来，历经三十余年飞速发展，浦东新区的经济无论是量还是质都有了很大的提高。2012年，浦东新区实现国内生产总值5929.91亿元人民币，相对于1990年的60亿元，增长了99倍，也继续保持着高速增长的态势。其中，以金融、高科技、高端服务业为核心的第三产业是推动经济增长的主力军。人均GDP超过18,000美元，远超全国和上海市平均值。2012年，浦东新区合同外资达到72.86亿美元，外商投资企业突破2万家，历年累计外资项目达到20578个，其中投资第三产业者高达90%。当前，浦东新区外贸进出口总量占上海全市一半以上，《财富》500强公司中已有308家落户浦东，投资项目1023个。而跨国公司地区总部已经有193家落户浦东。这都巩固了上海市作为中国经济、金融及贸易中心的地位。
| 经济指标（亿元） | 地区生产总值 | 第二产业 | 第三产业 | 工业总产值 | 固定资产投资 | 进出口总额 |
| 1993年           | 60（1990年） | 114.5    | 47.4     | 604.4      | 14.2         | 25.9       |
| 2012年           | 5929.91      | 2320.75  | 3576.27  | 9225.64    | 1454.98      | 2398.93    |
| 倍数             | 98.8         | 20.27    | 75.45    | 15.3       | 102.5        | 92.62      |

### 主要产业

#### 商业金融

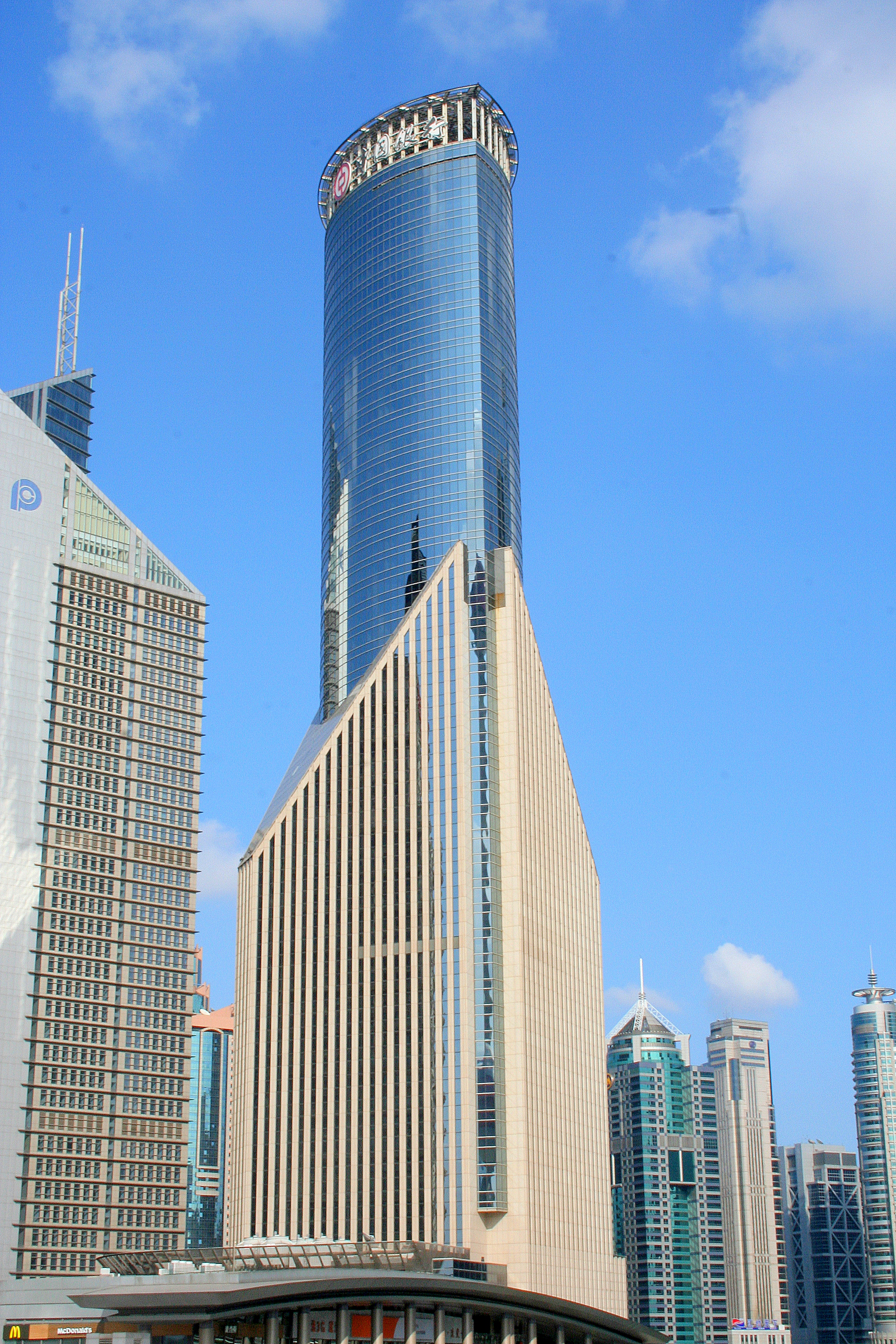
上海中银大厦

浦东新区是上海乃至全中国的商业与金融中心。2012年，浦东新区的金融机构总数达到737家，外资法人银行、基金管理公司、保险资产管理公司的数量占全国一半。其中，黄浦江畔的陆家嘴金融贸易区是浦东最具代表性的金融产业集中区域。1990年设立的陆家嘴金融贸易区是全国唯一以金融、保险和证券及商贸为主要产业的国家级开发区。作为上海市金融核心区域，陆家嘴是不少外资银行的地区总部所在地，有多家外资金融机构在陆家嘴设立办事处，包括汇丰银行、花旗银行、渣打银行、东亚银行等。陆家嘴也是上海著名的摩天楼集中地之一，区域内拥有一百多座高层建筑，包括中国第一，世界第二高楼上海中心大厦、以及上海环球金融中心、金茂大厦、东方明珠广播电视塔和震旦国际大楼等著名建筑。
浦东新区是证券交易行业的核心区域。中国大陆两家证券交易所之一的上海证券交易所的总部即设在浦东新区陆家嘴。上海证券交易所于1990年11月批准成立，同年12月19日正式营业。1991年2月，国家级粮油交易所在浦东张杨路金融商贸中心筹建，于1996年4月竣工。之后与上海金属交易所、上海粮油商品交易所、上海商品交易所之后合并为上海期货交易所，于1999年12月开始运作。
浦东新区拥有多个著名商圈。位于陆家嘴的正大广场、八佰伴商厦都是著名的大型商业广场。

#### 航运贸易
浦东新区凭借独特的沿海沿江地理位置，航运与贸易得到了飞速的发展。2012年，全区外贸进出口总额、商品销售总额分别为2398.93亿美元、14546.69亿元，分别占全市的54.9％和27％，其中外资企业进口额占全区总量的67.97%，出口额占全区总量的58.16%。服务业和贸易业对经济增长拉动明显。外高桥和洋山港集装箱吞吐量达到2951.3万标箱，使得上海港集装箱吞吐量名列世界第一位。浦东国际机场货邮吞吐量列世界第三位。

#### 高新技术

##### 张江高科技园区
浦东新区集中了大量高科技产业。位于新区中部的张江高科技园区是各类科技企业的集中地。截止2012年底，园区累计注册企业9164家，从业人员27万，实现经营总收入4200亿元，工业总产值2084亿元，固定资产投资206亿元。成为浦东发展的重要增长极。根据“2012年上海市开发区综合评价”，张江高科技园区获选为综合排名第一的开发区，同时在创新发展和投资环境指标上也排名第一。2012年，张江高科技园区拥有有效发明专利22000余件，占上海市拥有量的三分之二以上；集聚了300多家世界500强企业、43所高等学校、50多家国家科研院所、34个国家重点（工程）实验室、31个国家工程（技术）研究中心和300多家跨国公司研发机构。2万多名归国海外留学人才在张江高科就业。

##### 機器人產業
浦東新區計劃在2023年建成张江机器人谷和金桥机器人产业园（“一谷一园”）兩個機器人產業園。

##### 飛機製造產業
浦東新區擁有民用航空产业，中国商用飞机有限责任公司总装制造中心浦东基地和中国商用飞机设计研发中心正位於浦東新區。C919和ARJ21在浦东基地生產。

##### 生物醫藥
浦東新區拥有张江“药谷”等生物医药产业基地，能生產创新药物以及医疗器械。

##### 集成电路产业
2019年，浦東的集成电路产业规模占中国16.1%，全球十大晶圆代工企业中有2家、中国半导体设备五强中有2家总部位於浦东，全球芯片设计10强中有6家在浦东设立了区域总部、研发中心，全球十大封装测试企业中有2家在浦东設有基地。

## 交通
经过二十多年的发展，浦东新区已经从一个交通落后的隔阂地带，发展成为了拥有集海陆空一身的全方位立体交通系统的新区。由世纪大道、杨高路、张杨路、罗山路、龙阳路等交通大动脉与地铁、轻轨、磁浮、大桥、航空港、深水港组成的交通体系保证了浦东城市交通的便捷性。

### 航空
上海浦东国际机场于1997年10月全面开工，1999年9月建成通航。作为上海的第二座国际机场，浦东国际机场起到了将上海联通到全世界的积极作用。它位于浦东新区东面的长江入海口南岸的滨海地带，占地50多平方公里，距离上海市中心30公里，距离上海虹桥國際机场约40公里。浦东国际机场拥有4条跑道、218个停机位、70座登机廊桥，可保障年旅客吞吐量6000万人次。目前，浦东国际机场日均起降航班约700架次。通航浦东机场的中外航空公司已经达到60多家，航线覆盖全世界近二百个城市。
2012年，浦东机场共保障飞机起降361720架次，完成旅客吞吐量44880164人次，货邮吞吐量2938156.9吨。

### 公路

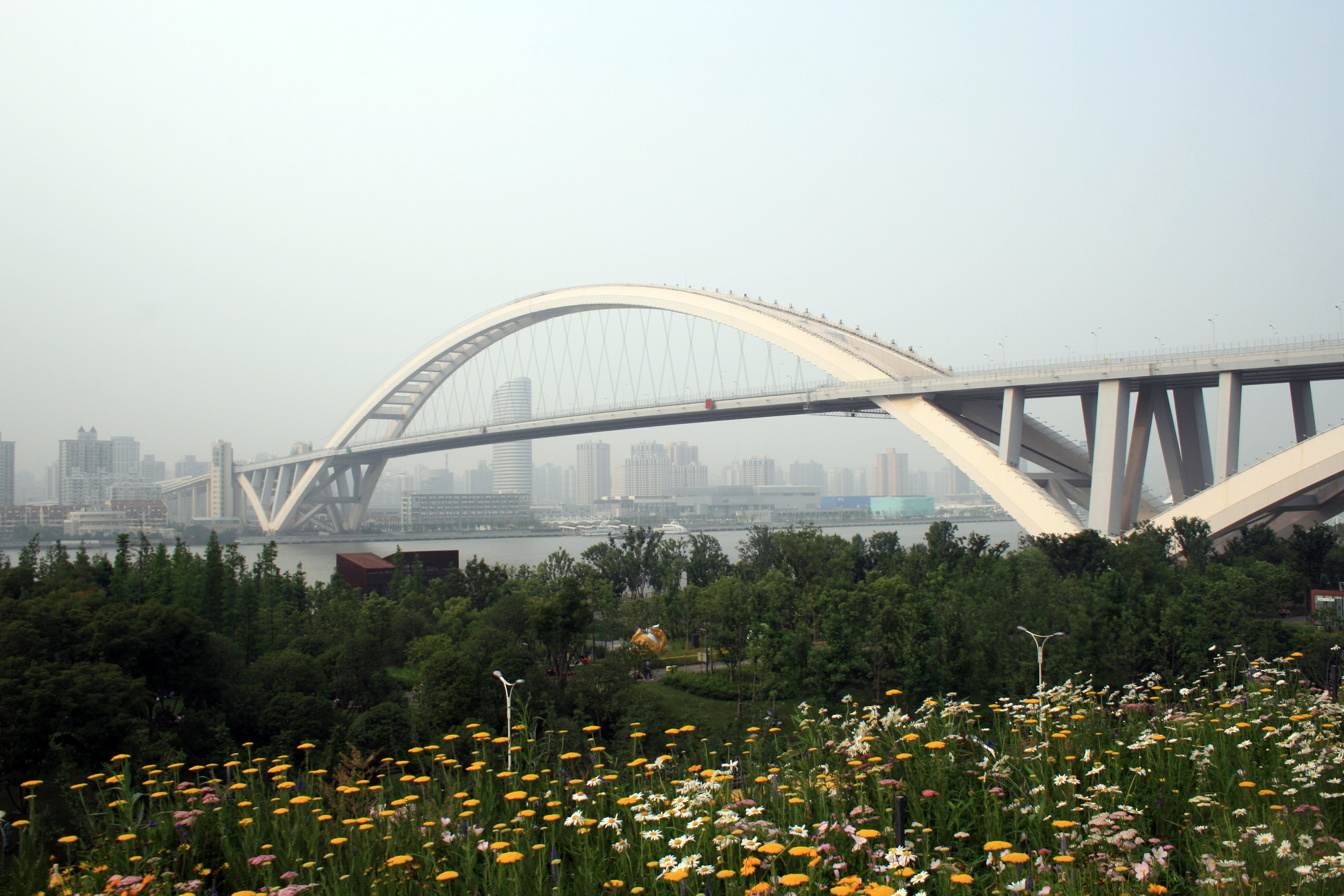
卢浦大桥是全世界跨度最大的拱形桥

浦东新区的公路系统在浦东开发初期，没有一条公路能够直接穿过黄浦江连接浦西。两岸来往仅能依靠轮渡支持，交通十分不便。经过二十多年的发展，浦东具备了较完善的公路体系，已有多条隧道和大桥贯通黄浦江。
目前浦东新区与浦西有多个桥梁和隧道可以连接。隧道包括：外环隧道、翔殷路隧道、军工路隧道、大连路隧道、新建路隧道、延安东路隧道、人民路隧道、复兴东路隧道、打浦路隧道、龙耀路隧道、上中路隧道、西藏南路隧道。桥梁则包括杨浦大桥、南浦大桥、卢浦大桥、徐浦大桥。而南浦大桥（上海市区最早的跨黄浦江大桥）、杨浦大桥（主塔高达208米）、卢浦大桥（世界跨度最大的拱形桥，被誉为“世界第一钢拱桥”）等桥梁早已成为了上海市的标志性景点。
而在浦东新区境内，也有许多上海市标志性道路。世纪大道于2000年竣工，西起东方明珠、东至世纪广场，全长5.5公里，宽100米，横穿陆家嘴金融贸易区的核心区域。世纪大道的一个著名特色在于它使用不对称设计，道路中心线往南偏离十米，形成了独特的大型景观人行道，被称为“东方的香榭丽舍大街”；杨高路作为浦东的骨干道路，从南到北连接了三林镇、世博园、陆家嘴、金桥、外高桥等一系列新区，交通流量十分巨大；申港大道位于南汇新城，是一条类似于世纪大道的景观大道，为建设南汇新城区起到了极为重要的作用。
浦东新区境内还有多个立交桥。罗山路立交是中国第一座五层互通式立交桥，是上海内环高架路重要的交通枢纽，杨浦大桥过江之咽喉；申江路立交是中环线的交通要塞之地，是通往浦东国际机场的关键节点，也沟通起了金桥与中环之间的联系。此外，还有张江立交桥、龙阳路立交等多个立交桥。
- 228国道过境。

### 铁路
- 沪通铁路：外高桥站、曹路站、上海东站、四团站
- 浦东铁路：四团站
- █ 市域机场线：三林南站、康桥东站、上海国际旅游度假区站、浦东1号2号航站楼站

### 轨道交通

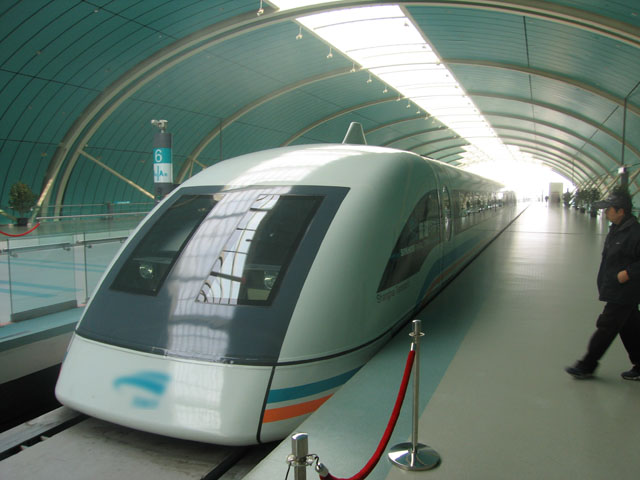
磁浮列车进站

上海地铁有许多条线路通往浦东。 █ 2号线、 █ 4号线、 █ 7号线、 █ 8号线、 █ 9号线、 █ 10号线二期、 █ 11号线、 █ 12号线、 █ 13号线、 █ 14号线与 █ 18号线一期连接浦东与浦西，另有 █ 6号线連接浦東新區南北； █ 16号线链接浦东新区城区与原南汇区主要城镇。其中，世纪大道站、蓝村路站、龙阳路站等车站是大型轉乘站。目前地铁线路已经基本覆盖了浦东新区的沿黄浦江地区以及川沙、机场等地。在未来，上海市政府将继续兴建更多的地铁线路，连接作为科创中心主承载区的临港新城。
上海磁浮示范运营线是目前全世界第一条，也是唯一一条高速磁浮列车商业化运营线。它西起地铁二号线龙阳路站，东至浦东1号2号航站楼站，全程30公里，从起点至终点最快只需8分钟，极大地便利了乘客来往机场和市区。上海磁悬浮是吉尼斯世界纪录认证的“现今世界上最快的陆上交通工具”。它的时速每小时可高达431公里，两车交汇时的速度可达到每小时700公里。
此外，在临港新片区还开设有临港新片区中运量系统，共有3条线路。

## 教育

### 普通高等学校
985工程、211工程、教育部直属高校：复旦大学（张江校区）。
普通市属院校：上海海洋大学、上海海事大学、上海电机学院、 上海中医药大学、上海科技大学、上海第二工业大学、上海立信會計金融學院。
其他：上海纽约大学、上海杉达学院、上海建桥学院。

### 普通高级中学
上海市实验性示范性高中：华东师范大学第二附属中学、上海市建平中学、上海市进才中学、上海师范大学附属中学、上海市实验学校、上海市洋泾中学、上海市南汇中学、上海市川沙中学、上海外国语大学附属浦东外国语学校。
浦东新区实验性示范性高中：上海市高桥中学、华东师范大学附属东昌中学、上海市上南中学、上海市三林中学、上海市杨思中学、上海市新川中学、上海市浦东中学、上海市建平世纪中学、上海市陆行中学、上海海事大学附属北蔡中学、上海市高行中学、上海市香山中学、华东师范大学附属周浦中学、上海市新场中学、上海市南汇第一中学、上海海洋大学附属大团高级中学。

### 博物館
浦东新区有许多用于科普教育为目的的博物馆和科普馆。上海科技馆是一家以展现现代科技为主题的博物馆，位于陆家嘴金融贸易区的世纪大道东段末端，拥有亚洲规模最大的科学影城，此外还拥有作为分馆的上海天文馆；上海磁浮交通科技館位于磁悬浮龙阳路站，是一座用以展示磁懸浮技術和上海磁懸浮列車發展歷史的專業展館；南汇博物馆位于浦东南汇，展现了古代南汇的历史变迁，收藏了大量南汇古代遗留文物；上海风电科普馆位于东海海滨，是世界第一家风电类科普馆；上海城市历史发展陈列馆位于东方明珠底端，展现了上海从古代到现代的发展历史和社会万象。此外，还有上海银行博物馆、上海八音盒珍品陈列馆、上海东方地质科普馆、上海中医药博物馆、上海大自然野生昆虫馆、陆家嘴开发陈列馆中国航海博物馆、中国极地研究中心等博物、科普馆等。

## 旅游

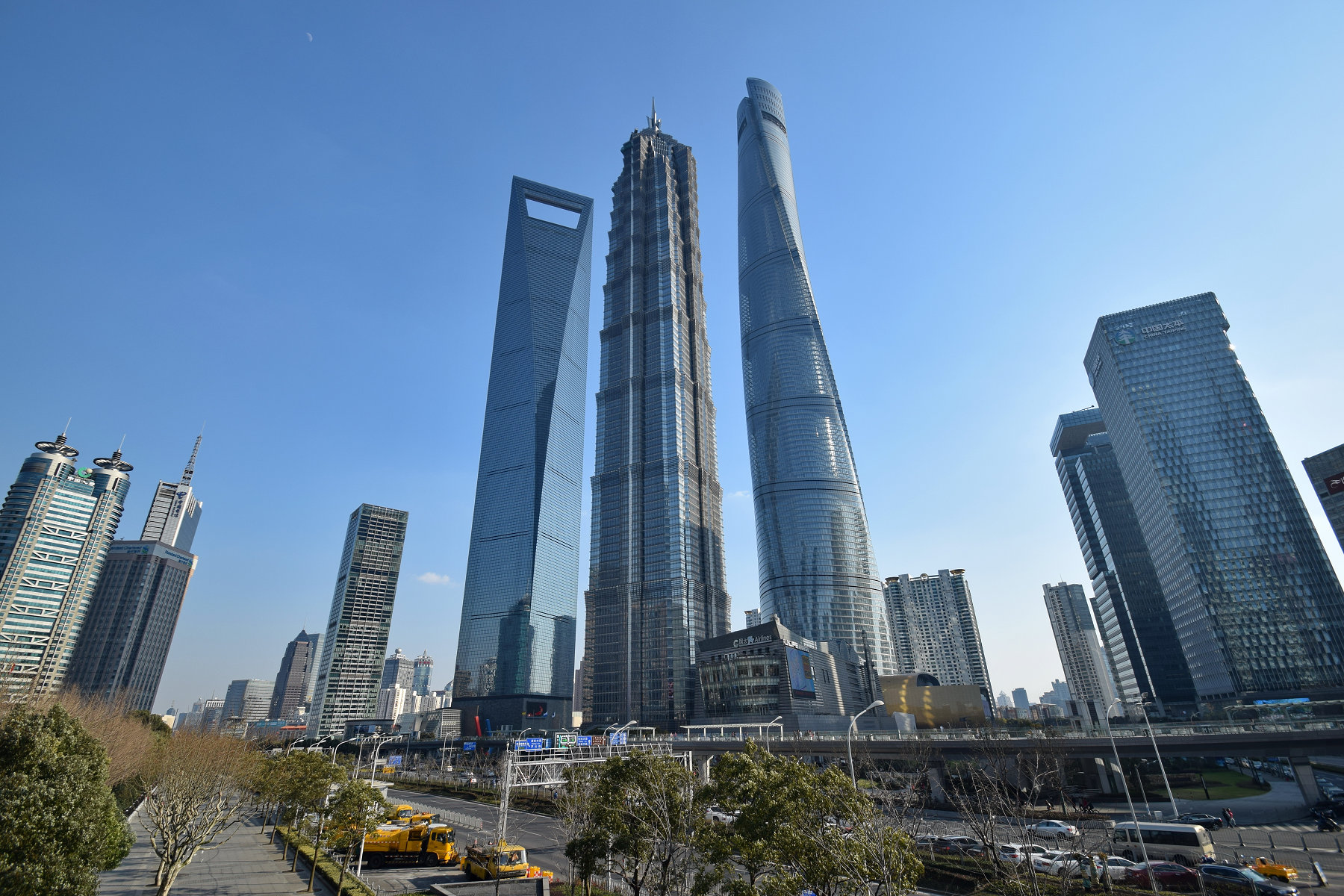
最高3座大廈从左到右为：上海环球金融中心、金茂大厦、上海中心大厦

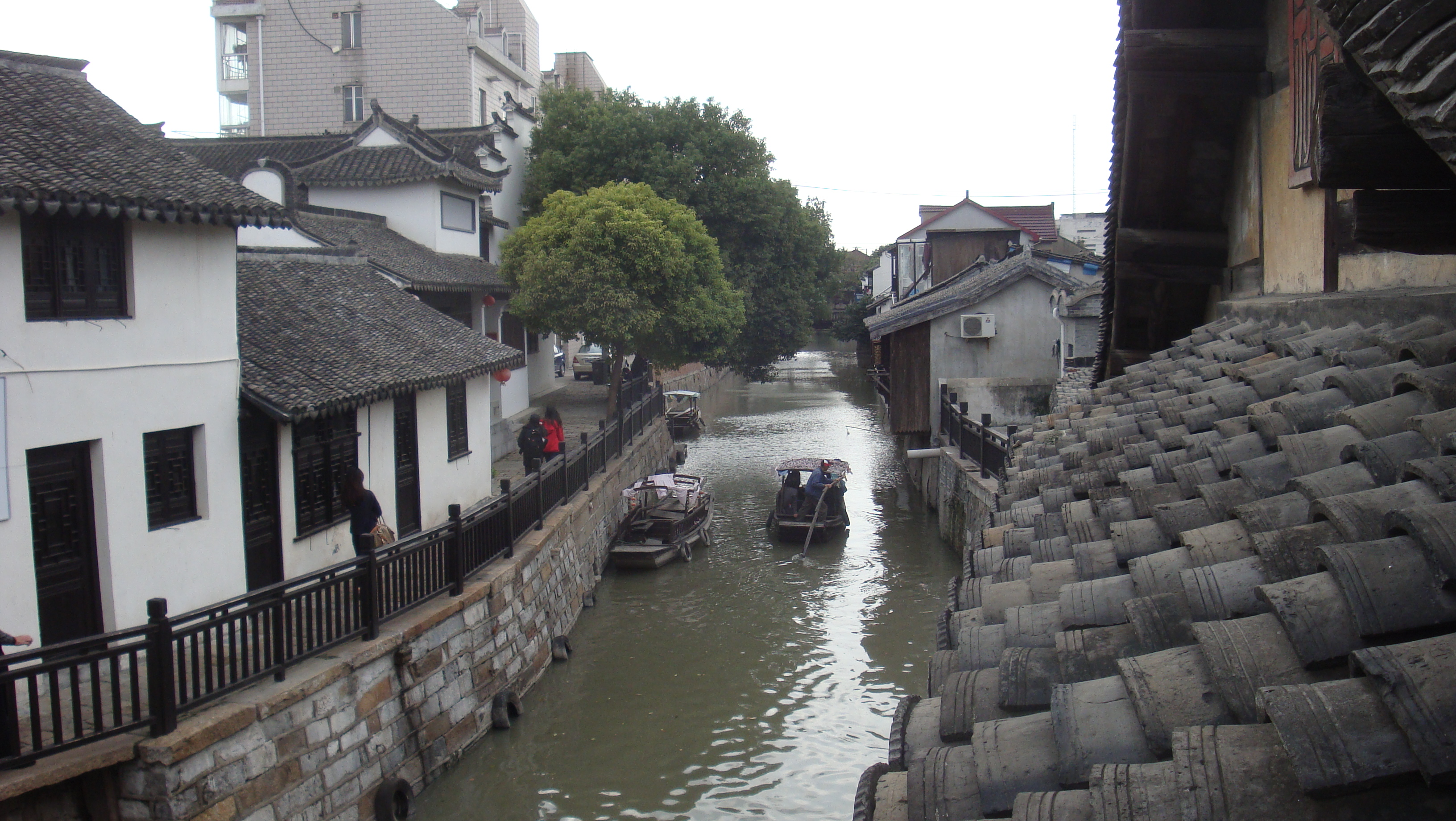
新场镇的传统民居

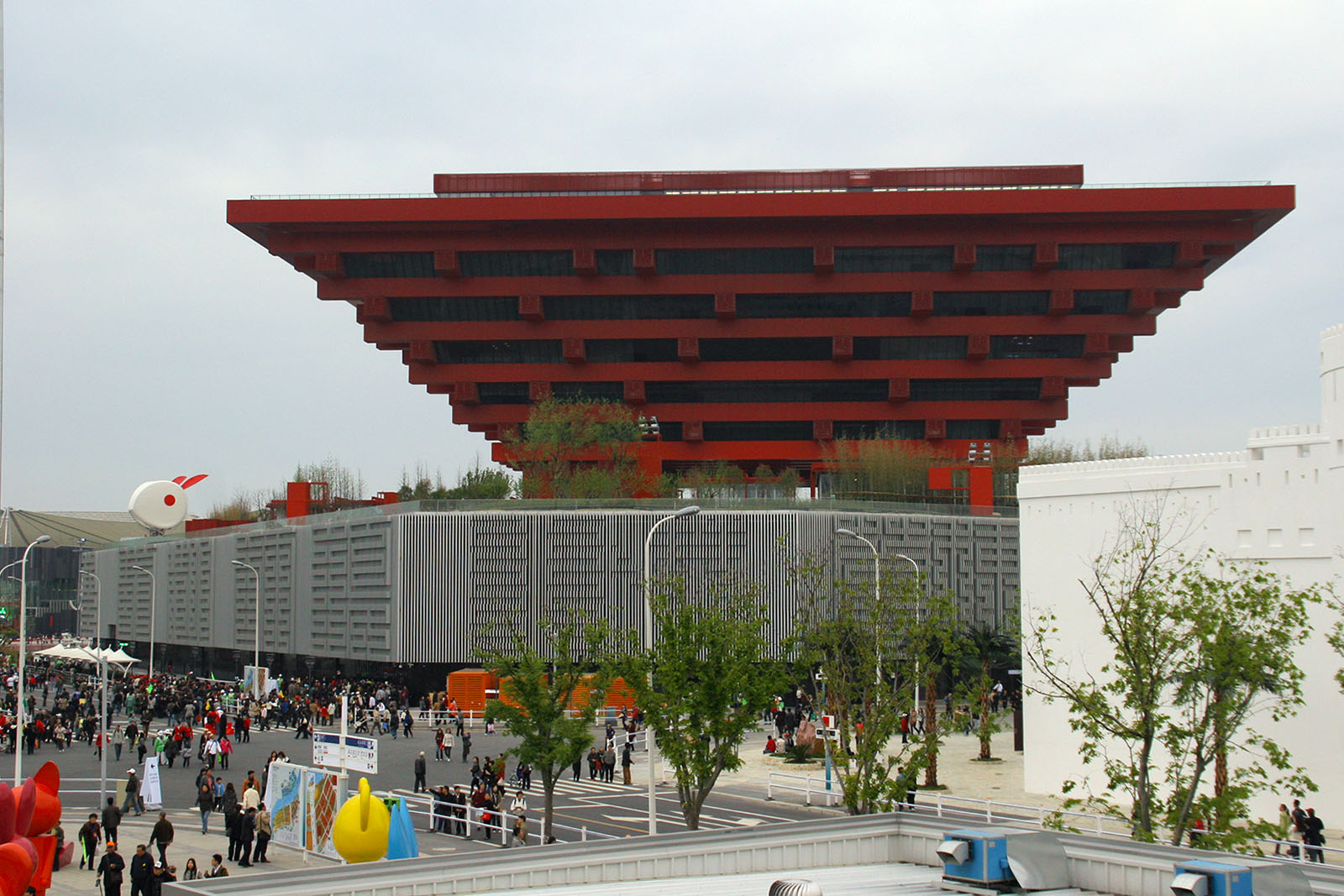
原上海世博会中国馆

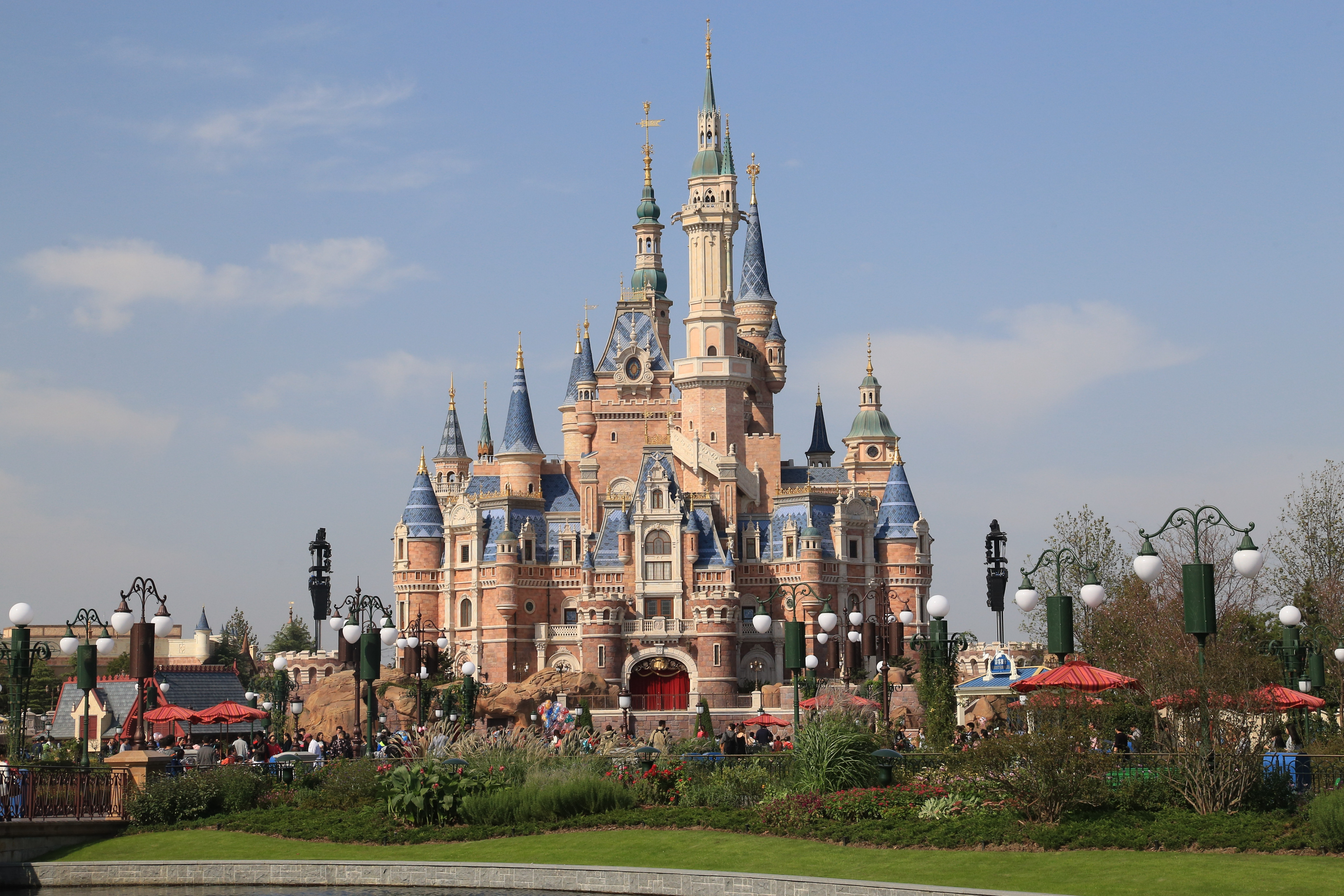
上海迪士尼乐园

浦东新区有许多旅游资源。既有自然景观，也有人工景观。其中一些地方已经成为了上海乃至全中国的地标。浦东的旅游景点突出“都市景观”的特色。改革开放以来拔地而起的新式建筑格外引人注目。

### 建筑
浦东新区的地标性建筑历史都不长，多为改革开放后新建。具有现代化、宏伟、新颖等特色，以上海的大都市作为背景，常常集观景、购物、展览、办公、商务等多种功能。
陆家嘴的黄浦江沿岸汇聚了大量的现代地标建筑。东方明珠广播电视塔是中国大陆首批5A旅游景点。位于黄浦江畔的陆家嘴，东方明珠高468米，拥有11个错落有致的球体和三根直径九米的擎天立柱，体现了其“大珠小珠落玉盘”的特色。东方明珠有广播发射、观景、历史陈列等多个用途，是上海重要的现代标志性建筑。金茂大厦位于陆家嘴，与外滩隔江相望，高420.5米，地上88层。金茂大厦开放于1999年，是当时大中华地区最高的大厦建筑，五年后才被台北的台北101大楼取代。而金茂大厦也保持着上海市最高的大厦的头衔，直到2008年被上海环球金融中心取代。金茂大厦融合了上海传统风格与现代气派，从空中俯瞰大厦时，像一朵盛开的上海市花白玉兰。上海环球金融中心是金茂大厦的“邻居”。它建成于2008年，高492米。建筑设计的灵感来自于中国古老的艺术器件——玉璧与玉琮。环球金融中心采用特殊质感的玻璃和简洁的几何建筑形体，与东方明珠刚好形成“一虚一实”，遥相呼应，成为上海城市天际线的标志之一。而作为金茂大厦和环球金融中心的新“邻居”，位于陆家嘴的设计高度达到632米的上海中心大厦于2013年8月3日正式封顶，已于2015年完工，刷新上海的新高度。
而在陆家嘴外，也有许多现代标志性建筑。上海世博会会址位于南浦大桥和卢浦大桥之间，有多栋标志性建筑位于世博园区，他们的规划和造型都体现了上海世博会的“城市，让生活更美好”的主题。其中，中国馆位于世博园区的核心区域，富有中华文化特色，外观以“东方之冠”为主题，表达了中华文化的精神与气质。其设计理念可以概括为：“东方之冠、鼎盛中华、天下粮仓、富庶百姓。”此外，世博园区还有诸如世博中心、主题馆（现名工银中心上海世博展览馆）、世博演艺中心（现名梅赛德斯-奔驰文化中心）等多个永久性地标建筑。
浦东新区的郊外仍然保留着一些传统的老建筑。他们和江南其它地方一样，都具有古老的水乡特色。由于城市发展，许多古老建筑被拆除，仅剩下郊区为数不多的古镇和古迹。浦东新区中南部的新场镇是保存的比较完好的古镇之一，也被中国国家文物局授予了“中国历史文化名镇”。那里的明清和民国时期的建筑保存率大约有55%，当地仍然能见到江南传统的石驳岸、石拱桥、以及依水而筑的民居。

### 公园
浦东新区有许多自然或半自然的公园绿化景观。它们有些是浦东开发后规划而人工开辟的，有些则是顺应当地的产业特色而建成的。
浦东新区最大的绿化地是位于花木街道的世纪公园，是一个大型生态城市公园，在浦东开发初期，曾命名“浦东中央公园”。它在2000年建成，位于花木街道腹地，占地面积140.3公顷。公园以大面积的草坪、森林、湖泊而著名，是浦东新区的地标性公园。滨江森林公园位于浦东新区最北端高桥镇三岔港，规划面积300公顷，临近黄浦江入海口。具有自然形成次生态景观和植物群落，是从水路进入上海的“门户”景观。除了公园，浦东也有以当地传统产业基础上形成的生态旅游区。例如，位于南汇的上海南汇桃花村原盛产桃花，后以此为契机开辟产业，发展成了专供游人观赏桃花、农家乐的地方，在当地颇具知名度。此外，还有上海野生动物园、上海鲜花港等较为著名的大型自然观光景点。

## 全国重点文物保护单位
- 张闻天故居

## 图集

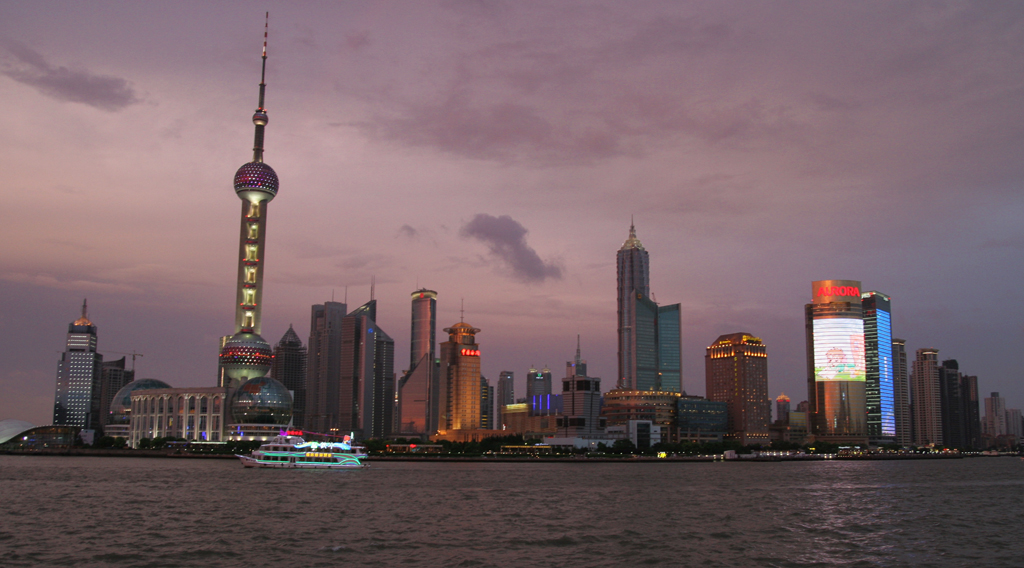
浦东天际线
从外滩看浦东
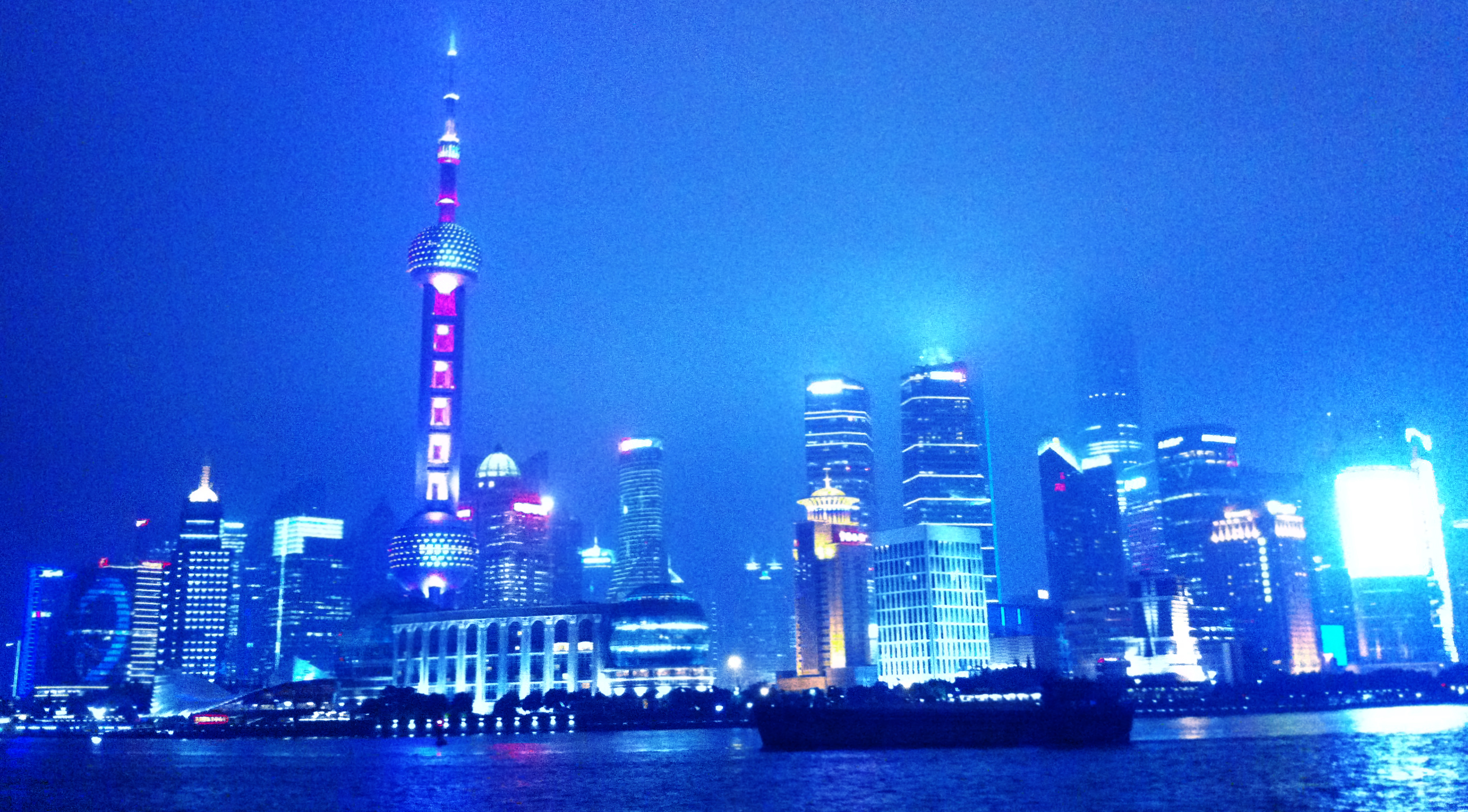
从外滩看浦东夜景
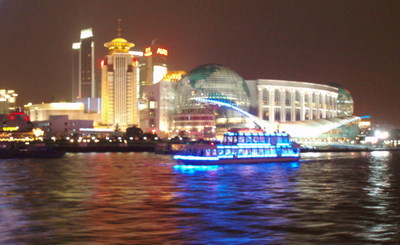
从黄浦江看浦东夜景
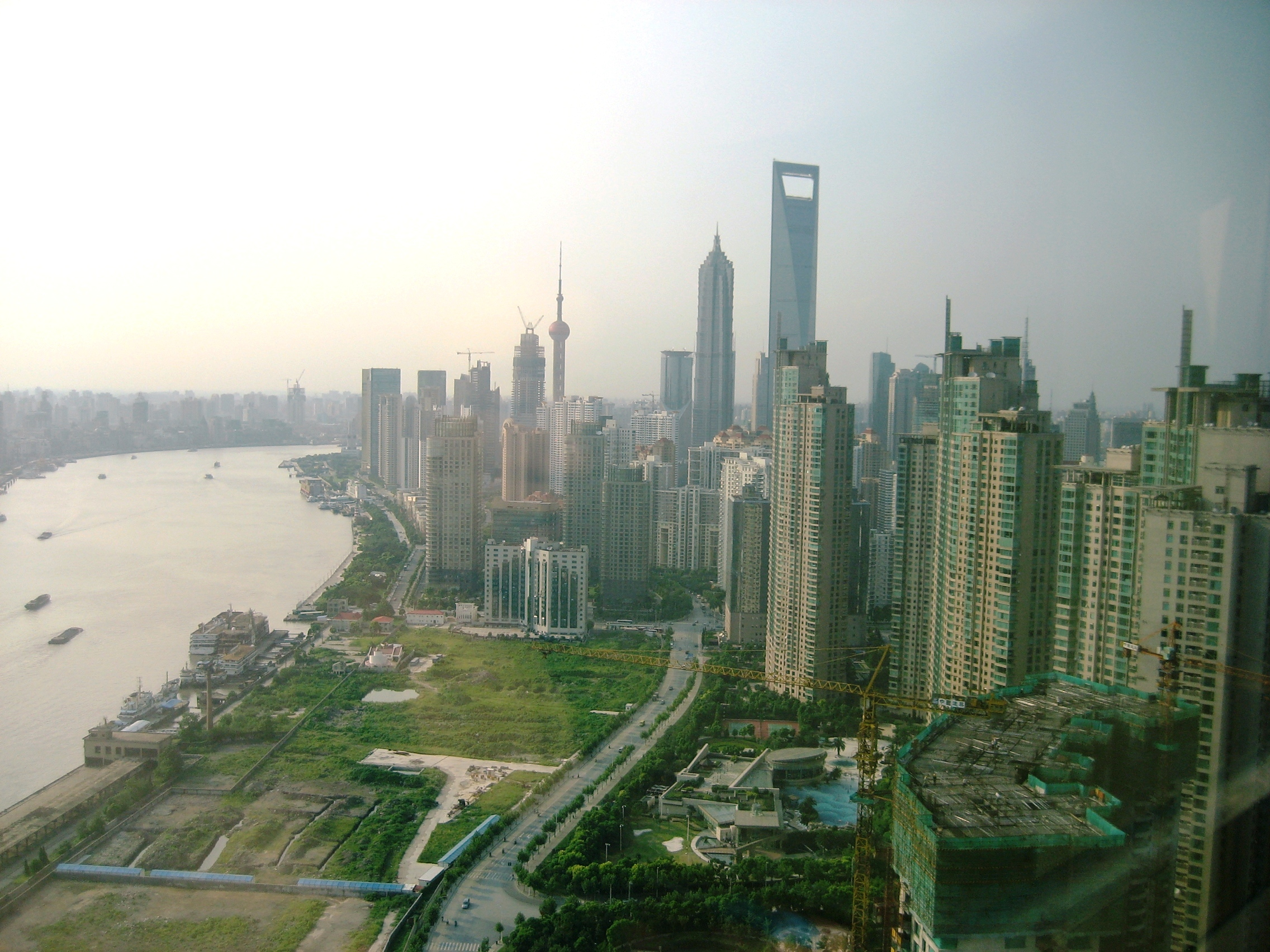
從浦东看黄浦江
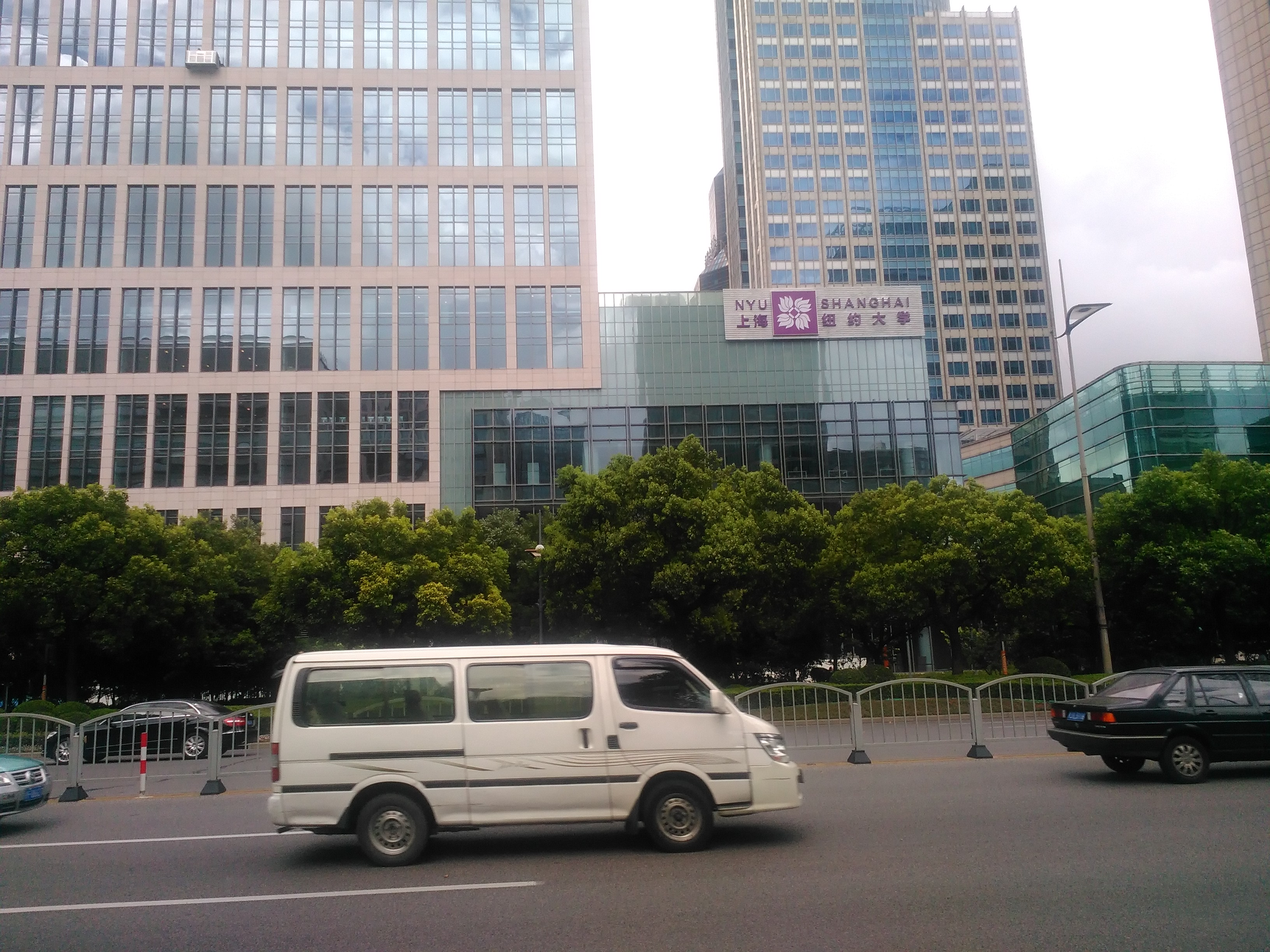
上海纽约大学
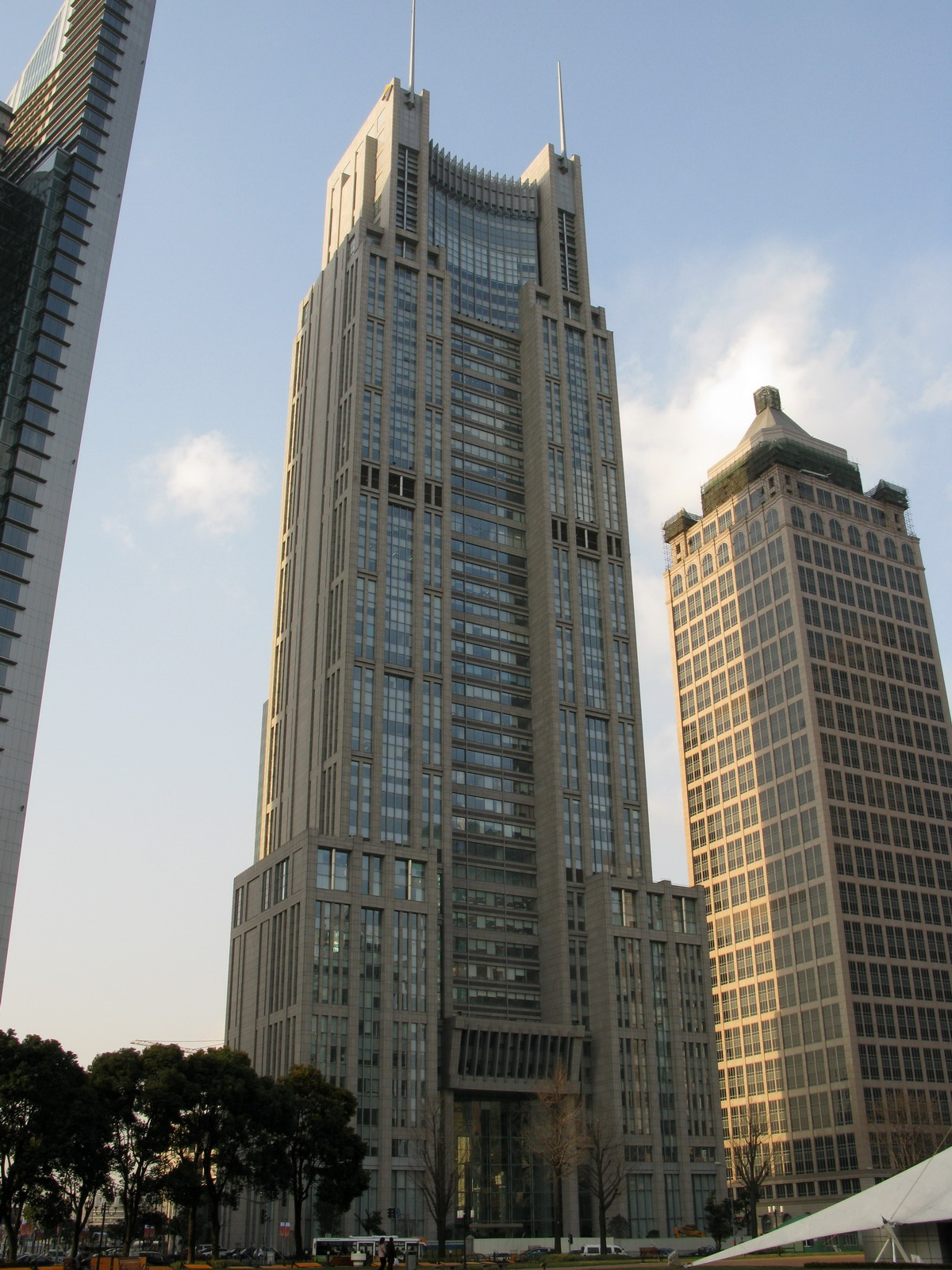
上海银行大厦
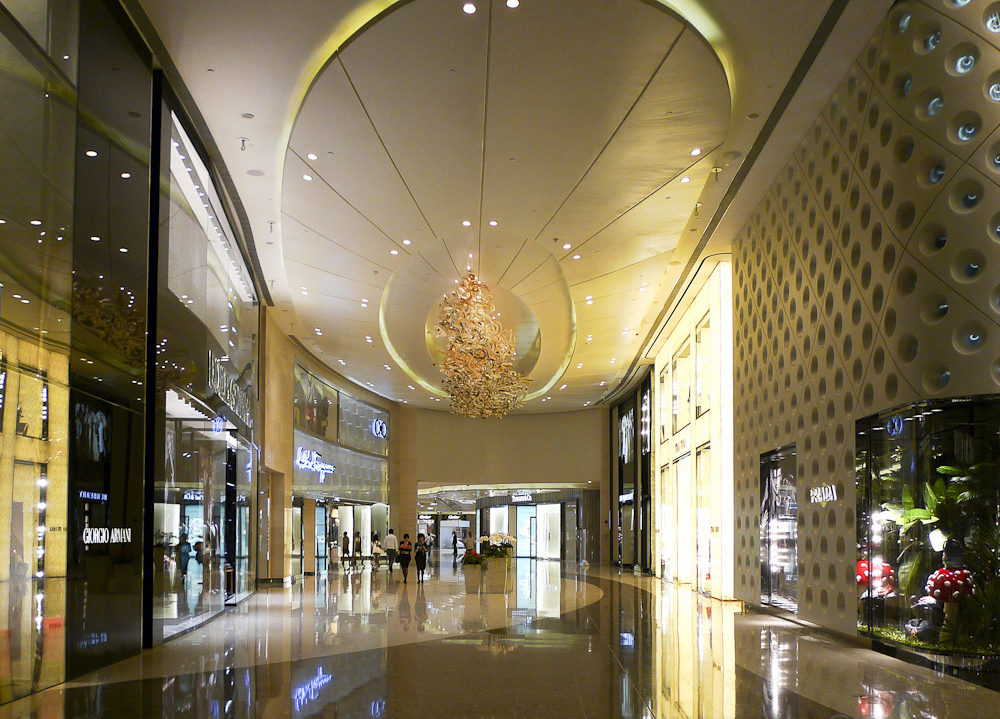
上海IFC购物中心内部